# William Bambridge (photographe)
Pour les articles homonymes, voir William Bambridge.
William Bambridge, né le 19 mars 1820 à Windsor
et mort le 1er mai 1879 à Wandsworth, est un professeur et photographe anglais, qui participa à une mission religieuse en Nouvelle-Zélande

## Biographie
De retour de Nouvelle-Zélande en 1848, Bambridge rejoignit le studio de William Henry Fox Talbot au château de Windsor. En 1854, il obtint le poste de photographe royal auprès de la reine Victoria, demeurant à son service pendant 14 ans. 
Portraitiste de la famille royale, son œuvre comprend également des natures mortes, des scènes de chasse à courre, etc. Un grand nombre de ses photographies sont conservées dans les collections royales d'Angleterre.
Techniquement, Bambridge utilisa le procédé au collodion humide.

## Œuvres
L'une des photographies les plus remarquables de Bambrigde représente le chef maori Hare Pomare qui visita le château de Windsor quelque temps après le décès du prince Albert. La femme du chef accoucha pendant la visite et la reine Victoria fut marraine de l'enfant nommé Albert Victor Pomare. Bambridge fut chargé d'immortaliser le baptême.

## Galerie
- « Photographies »(Archive.org • Wikiwix • Archive.is • Google • Que faire ?) dans la collection royale d'Angleterre.